# خوليو إسترادا
خوليو إسترادا (بالإسبانية: Julio Estrada)‏ هو عالم موسيقى وملحن مكسيكي وإسباني، ولد في 10 أبريل 1943 في مدينة مكسيكو في المكسيك.

## وصلات خارجية
- خوليو إسترادا على موقع IMDb (الإنجليزية)
- خوليو إسترادا على موقع ميوزك برينز (الإنجليزية)
- خوليو إسترادا على موقع ديسكوغز (الإنجليزية)